# Prix du Meilleur Livre étranger
Le prix du Meilleur Livre étranger Sofitel est un prix littéraire qui récompense chaque année un roman et un essai publiés à l’étranger et traduits en français.

## Histoire et organisation
Créé en 1948, autour d'un groupe amical et informel de directeurs littéraires de maisons d’édition, le prix du Meilleur Livre étranger a été un des premiers à s'intéresser aux livres traduits en français. Son fondateur est Robert Carlier, avec son ami André Bay. Depuis 2011, le prix est soutenu par Sofitel et est décerné dans un des hôtels de la collection, dont le Sofitel Paris Le Faubourg,. Les délibérations du jury ont lieu à la Brasserie Lipp.
Le jury a réuni, au cours de son histoire, des critiques et éditeurs tels que : Jean Blanzat, Pierre-François Caillé, Paul Flamand, Maurice Nadeau, Armand Pierhal, Raymond Queneau, Albert-Marie Schmidt, Guy Tosi, Catherine Enjolet, Daniel Arsand, Gérard de Cortanze, Joël Schmidt, Christine Jordis, Jean-Claude Lebrun, Anne Freyer, Joëlle Losfeld, Alexis Liebaert, Nathalie Crom, Anne-Marie Métailié et Manuel Carcassonne,.

## Prix du Meilleur Livre étranger

### Roman ou poésie
- 1948 : James Hogg, La Confession d'un pêcheur justifié (Arche), traduit de l'anglais par Dominique Aury
- 1949 : Elias Canetti, La Tour de Babel (Arthaud), traduit de l'allemand par Paule Arhex. Ce roman, désormais intitulé Auto-da-fé (Die Blendung), est le premier et unique roman d'Elias Canetti. Publié à Vienne en 1935, il paraît une première fois en France en 1949 sous le titre La Tour de Babel, avant d'être à nouveau traduit et publié chez Gallimard en 1968 dans la collection « Du monde entier ».
- 1950 : Miguel Ángel Asturias, Monsieur le Président, traduit de l'espagnol par Georges Pillement
- 1951 : Pär Lagerkvist, Barabbas (Stock), traduit du suédois par Marguerite Gay et Gerd de Mautort
- 1952 : Vasco Pratolini, Chronique des pauvres amants (Stock), traduit de l'italien par Gennie Luccioni
- 1953 : Robert Penn Warren, Les Fous du roi (Stock), traduit de l'anglais par Pierre Singer
- 1954 : Níkos Kazantzákis, Alexis Zorba (Plon), traduit du grec par Yvonne Gauthier et Gisèle Prassinos
- 1955 : Heinrich Böll, Les Enfants des morts (Seuil), traduit de l'allemand par Blanche Gidon
- 1956 : Alejo Carpentier, Le Partage des eaux (Gallimard), traduit de l'espagnol par René L-F Durand
- 1957 : Pavel Melnikov-Petchersky, Dans les forêts (Gallimard), traduit du russe par Sylvie Luneau
- 1958 : Robert Musil, L'Homme sans qualités (Seuil), traduit de l'allemand par Philippe Jaccottet
- 1959 : Lawrence Durrell, Justine et Balthazar (tomes du Quatuor d'Alexandrie) (Buchet-Chastel), traduit de l'anglais par Roger Giroux
- 1960 : Angus Wilson, Les Quarante Ans de Mrs. Eliot (Stock), traduit de l'anglais par Claude Elsen
- 1961 : Yasunari Kawabata, Pays de neige (Albin Michel), traduit du japonais par Fujimori Bunkichi et Armel Guerne
- 1962 : Günter Grass, Le Tambour (Seuil), traduit de l'allemand par Jean Amsler
- 1963 : ?
- 1964 : Isaac Bashevis Singer, Le Magicien de Lublin (Stock), traduit de l'anglais par Gisèle Bernier
- 1965 : John Updike, Le Centaure (Seuil) , traduit de l'anglais par Laure Casseau
- 1966 : Peter Härtling, Niembsch ou l'Immobilité (Seuil), traduit de l'allemand par Bernard Lortholary
- 1967 : Kōbō Abe, La Femme des sables (Stock), traduit du japonais par Georges Bonneau
- 1968 : Alexandre Soljenitsyne, Le Premier Cercle (Robert Laffont), traduit du russe par Louis Martine et Le Pavillon des cancéreux, traduit du russe par Michel Aucouturier
- 1969 : Gabriel García Márquez, Cent ans de solitude (Seuil), traduit de l'espagnol par Claude et Carmen Durand
- 1970 : Guillermo Cabrera Infante, Trois tristes tigres (Gallimard), traduit de l'espagnol par Albert Bensoussan
- 1971 : Stratis Tsirkas, Cités à la dérive (Seuil), traduit du grec par Catherine Lerouvre et Chrysa Prokopaki
- 1973 : J. R. R. Tolkien, Le Seigneur des anneaux (Christian Bourgois), traduit de l'anglais par Francis Ledoux[4]
- 1973 : John Hawkes, Les Oranges de sang (Gallimard), traduit de l'anglais par Alain Delahaye
- 1974 : Bruno Schulz, Les Boutiques de cannelle et Le Sanatorium au croque-mort (Denoël), traduit du polonais par Thérèse Douchy, Georges Lisowski et Georges Sidre
- 1975 : Leonardo Sciascia, Todo modo (Denoël), traduit de l'italien par René Daillie
- 1976 :
  - Ernesto Sábato, L'Ange des ténèbres  (Seuil), traduit de l'espagnol par Maurice Manly
  - W. H. Auden, Poésies choisies (Gallimard) traduites de l'anglais par Jean Lambert
- 1977 : Mario Pomilio, Le Cinquième Évangile (Fayard), traduit de l'italien par Henri Louette
- 1978 : Yaşar Kemal, L'Herbe qui ne meurt pas (Gallimard), traduit du turc par Münevver Andaç
- 1979 : Adolfo Bioy Casares, Plan d'évasion (Robert Laffont), traduit de l'espagnol par Françoise-Marie Rosset
- 1980 : 
  - Mario Vargas Llosa, La Tante Julia et le Scribouillard (Gallimard), traduit de l'espagnol par Albert Bensoussan
  - Gerard Manley Hopkins, Grandeur de Dieu et autres poèmes (Granit) traduit de l'anglais par Jean Mambrino
- 1981 : Anthony Burgess, La Puissance des ténèbres (Acropole/Belfond), traduit de l'anglais par Georges Belmont et Hortense Chabrier
- 1982 : Witold Gombrowicz, Journal tome III 1961-1969 (Bourgois), traduit du polonais par Allan Kosko
- 1983 : Héctor Bianciotti, L'amour n'est pas aimé (Gallimard), traduit de l'espagnol par Françoise Rosset
- 1984 : Vassili Grossman, Vie et Destin (Gallimard), traduit du russe par Wladimir Berelowitch et Anne Coldefy-Faucard
- 1985 : Salman Rushdie, La Honte (Plon), traduit de l'anglais par Jean Guiloineau
- 1986 : Fernando del Paso, Palinure de Mexico (Fayard), traduit de l'espagnol par Michel Bibard
- 1987 : John Fowles, La Créature (Albin Michel), traduit de l'anglais par Annie Saumont
- 1988 : Margaríta Karapánou, Le Somnambule (Gallimard), adapté du grec par l'auteure
- 1989 : Andreï Bitov, La Maison Pouchkine (Albin Michel), traduit du russe par Philippe Mennecier
- 1990 : Jaan Kross, Le Fou du tsar (Robert Laffont), traduit de l'estonien par Jean-Luc Moreau
- 1991 : Youozas Baltouchis, La Saga de Youza (Alinéa), Sakmė apie Juzą (1979), traduit d'après le texte lituanien et sa traduction en russe (Skaganie o Ûzase, 1981) par Denise Yoccoz-Neugeot
- 1992 : Jane Urquhart, Niagara (Albin Michel), traduit de l'anglais par Anne Rabinovitch
- 1993 : Tim O'Brien, À propos de courage (Plon), traduit de l'anglais par Jean-Yves Prate
- 1994 : Graham Swift, À tout jamais (Gallimard), traduit de l'anglais par Robert Davreu
- 1995 : Joan Brady, L'Enfant loué (Plon), traduit de l'anglais par Pierre Alien
- 1996 : Jonathan Coe, Testament à l'anglaise (Gallimard), traduit de l'anglais par Jean Pavans
- 1997 : Antonio Lobo Antunes, Le Manuel des inquisiteurs (Christian Bourgois), traduit du portugais par Carlos Batista
- 1998 :
  - Anna Maria Ortese, La Douleur du chardonneret (Gallimard), traduit de l'italien par Louis Bonalumi
  - Eduardo Mendoza, Une comédie légère (Seuil) traduit de l'espagnol par François Maspero et pour l'ensemble de son œuvre
- 1999 : Péter Nádas, Le Livre des mémoires (Plon), traduit du hongrois par Georges Kassaï
- 2000 :
  - Abilio Estévez, Ce royaume t'appartient (Grasset), traduit de l'espagnol par Alice Seelow
  - Philip Roth, Pastorale américaine traduit de l'anglais par Josée Kamoun et pour l'ensemble de son œuvre (Gallimard)
- 2001 : Per Olov Enquist, Le Médecin personnel du roi (Actes Sud), traduit du suédois par Marc de Gouvenain et Lena Grumbach
- 2002 : Orhan Pamuk, Mon nom est Rouge (Gallimard), traduit du turc par Gilles Authier
- 2003 : Peter Carey, La Véritable Histoire du gang Kelly (Plon), traduit de l'anglais par Elisabeth Peelaert
- 2004 : Carlos Ruiz Zafón, L'Ombre du vent (Grasset), traduit de l'espagnol par François Maspero
- 2005 : Colm Tóibín, Le Maître (Robert Laffont), traduit de l'anglais par Anna Gibson
- 2006 : Nicole Krauss, L'Histoire de l'amour (Gallimard), traduit de l'anglais par Bernard Hoeppfner
- 2007 : Joseph McBride, À la recherche de John Ford (Actes Sud), traduit de l'anglais par Jean-Pierre Coursodon
- 2008 : Charles Lewinsky, Melnitz (Grasset), traduit de l'allemand par Léa Marcou
- 2009 : Karel Schoeman, Cette vie (Phébus) (titre original Hierdie lewe, 1993), traduit de l'afrikaans par Pierre-Marie Finkelstein
- 2010 : Gonçalo M. Tavares, Apprendre à prier à l’ère de la technique (Viviane Hamy) (titre original Aprender a Rezar na Era da Técnica) traduit du portugais par Dominique Nédellec[5]
- 2011 : Alessandro Piperno, Persécution (Liana Levi) (titre original Persecuzione. Il fuoco amico dei ricordi, 2010), traduit de l'italien par Fanchita González-Batlle
- 2012 : Avraham Yehoshua, Rétrospective (Grasset/Calmann-Lévy) (titre original,  חסד ספרדי ), traduit de l'hébreu par Jean-Luc Allouche
- 2013 : Alan Hollinghurst, L'Enfant de l'étranger (Albin Michel) (titre original The Stranger's Child, 2011), traduit de l'anglais par Bernard Turle
- 2014 : Drago Jančar, Cette nuit, je l’ai vue (Phébus) (titre original To noč sem jo videl, 2010) traduit du slovène par Andrée Lück-Gaye
- 2015 : Martin Amis, La Zone d'intérêt (Calmann-Lévy) (titre original: The Zone of Interest, 2014), traduit de l'anglais par Bernard Turle
- 2016 : Helen Macdonald, M pour Mabel (Fleuve éditions) (titre original: H is for Hawk, 2014), traduit de l'anglais par Marie-Anne de Béru
- 2017 : Viet Thanh Nguyen, Le Sympathisant (Belfond) (titre original: The Sympathizer, 2015)[6], traduit de l'américain par Clément Baude
- 2018 : Eduardo Halfon, Deuils (Quai Voltaire), (titre original: Duelo), traduit de l'espagnol par David Fauquemberg[7],[8]
- 2019 : Christoph Hein, L'Ombre d'un père (Metaillié), traduit de l'allemand par Nicole Bary[3]
- 2020 : Colum McCann, Apeirogon (Belfond), traduit de l'anglais par Clément Baude
- 2021 : Gouzel Iakhina, Les Enfants de la Volga (Noir sur Blanc), traduit du russe par Maud Mabillard
- 2022 : Juan Gabriel Vásquez, Une rétrospective (Le Seuil), traduit par Isabelle Gugnon
- 2023 : Sebastian Barry, Au bon vieux temps de Dieu (Joëlle Losfeld), traduit de l'anglais par Laëtitia Devaux
- 2024 : Hisham Matar, Mes amis (Gallimard, coll. « Du monde entier) », traduit de l'anglais par David Fauquemberg[9]

### Essais
- 1963 : Oscar Lewis, Les Enfants de Sanchez (Gallimard), traduit de l'anglais par Céline Zins
- 1964 : Robert-Marie Grant, La Gnose et les origines chrétiennes (Seuil)
- 1965 : John Cowper Powys, Autobiographie (Gallimard)
- 1966 : Jerzy Kosinski, L'Oiseau bariolé (Flammarion), traduit de l'anglais par Maurice Pons
- 1967 :
- 1968 :
- 1969 :
- 1970 :
- 1971 :
- 1972 :
- 1973 :
- 1974 : Andreï Siniavski sous le pseudonyme d'Abram Tertz, Une voix dans le chœur (Seuil), traduit du russe par Alfreda Aucouturier et Michel Aucouturier
- 1975 :
- 1976 :
- 1977 : Mario Praz, La Chair, la Mort et le Diable. Le romantisme noir (Denoël), traduit de l'italien par Constance Thompson Pasquali
- 1978 :
- 1979 :
- 1980 :
- 1981 :
- 1982 : Giordano Bruno Guerri, Malaparte (Denoël), traduit de l'italien par Valeria Tasca
- 1983 :
- 1984 :
- 1985 :
- 1986 : Margarete Buber-Neumann, Milena
- 1987 : Benedetta Craveri, Madame du Deffand et son monde (Seuil)
- 1988 :
- 1989 :
- 1990 : Claudio Magris, Danube (Gallimard) (titre original : Danubio), traduit de l'italien par Jean et Marie-Noëlle Pastureau
- 1991 :
- 1992 : Roberto Calasso, Les Noces de Harmonie et Cadmos (Gallimard) (titre original : Le nozze di Cadmo e Armonia), traduit de l'italien par Jean-Paul Manganaro
- 1993 : Predrag Matvejević, Bréviaire méditerranéen (Fayard), traduit du serbo-croate par Evaine Le Calve-Ivičević
- 1994 :
- 1995 :
- 1996 : Michael Holroyd, Carrington (Flammarion), traduit de l'anglais par Guillaume Villeneuve
- 1997 :
- 1998 : Serena Vitale, Le Bouton de Pouchkine. Enquête sur la mort d'un poète (Omnibus), traduit de l'italien par Jacques Michaut-Paterno
- 1999 : Stella Tillyar, Quatre aristocrates anglaises. La vie mouvementée des sœurs Lennox 1740-1832 (Seuil)[10]
- 2000 : Verena von der Heyden-Rynsch, Écrire la vie, trois siècles de journaux intimes féminins (Gallimard), traduit de l'allemand par Philippe Giraudon
- 2001 : W. G. Sebald, Les Anneaux de Saturne (Actes Sud), traduit de l'allemand par Bernard Kreiss
- 2002 : Enrique Vila-Matas, Bartleby et Compagnie (Christian Bourgois),
- 2003 : Hella S. Haasse, La Récalcitrante (Seuil), traduit du néerlandais par Anne-Marie de Both-Diez.
- 2004 : Azar Nafisi, Lire Lolita à Téhéran (Plon), traduit de l'anglais par Marie-Hélène Dumas.
- 2005 : Mikhaïl Chichkine, Dans les pas de Byron et Tolstoï (Noir sur Blanc), traduit de l'allemand par Colette Kowalski
- 2006 : Diane Middlebrook, Son mari : Ted Hugues & Sylvia Plath, histoire d'un mariage (Phébus), traduit de l'anglais par Valérie Rouzeau
- 2007 :
- 2008 : William T. Vollmann, Pourquoi êtes-vous pauvres ? (Actes Sud), traduit de l'américain par Claro
- 2009 : Pascal Khoo Thwe, Une odyssée birmane (Gallimard), traduit de l'anglais par Claire Cera
- 2010 : Antonia Fraser, Vous partez déjà : Ma vie avec Harold Pinter (Baker Street), traduit de l'anglais par Anne-Marie Hussein
- 2011 : Marina Tsvetaïeva, Récits et Essais (tome 2) (Seuil), traduit du russe par Nadine Debourvieux, Luba Jurgenson et Véronique Lossky
- 2012 : David Van Reybrouck, Congo. Une histoire (Actes Sud), traduit du néerlandais par Isabelle Rosselin
- 2013 : Erwin Mortier, Psaumes balbutiés. Livre d'heures de ma mère (Fayard), traduit du néerlandais par Marie Hooghe-Stassen
- 2014 : Göran Rosenberg, Une brève halte après Auschwitz (Seuil), traduit du suédois par Anna Gibson
- 2015 : Christoph Ransmayr, Atlas d'un homme inquiet (Albin Michel) (titre original: Atlas eines ängstlichen Mannes), traduit de l'allemand par Bernard Kreiss
- 2016 : Samar Yazbek, Les Portes du néant (Stock) (titre original: Bawwābaẗ arḍ al-ʿadam), traduit de l'arabe par Rania Samara
- 2017 : Philippe Sands, Retour à Lemberg (Albin Michel[6]) (titre original: East West Street. On the Origins of Genocide and Crimes against Humanity, Weidenfeld & Nicolson), traduit de l'anglais par Astrid von Busekist
- 2018 : Stefano Massini, Les Frères Lehman (Éditions du Globe) (titre original: Qualcosa sui Lehman, 2016)[11], traduit de l'italien par Nathalie Bauer
- 2019 : Wolfram Eilenberger, Le Temps des magiciens (Albin Michel), traduit de l'allemand par Corina Gepner[3]
- 2020 : Daniel Mendelsohn, Trois Anneaux. Un conte d’Exil (Flammarion), traduit de l'anglais par Isabelle D. Taudière
- 2021 : Kapka Kassabova, L'Écho du lac (Marchialy), traduit de l'anglais par Morgane Saysana[12]
- 2022 : Maria Stepanova, En mémoire de la mémoire (Stock, Russie)[13], traduit du russe par Anne Coldefy-Faucard
- 2023 : Chris De Stoop, Le Livre de Daniel (Globe), traduit du néerlandais par Anne-Laure Vignaux
- 2024 : Anna Funder, L'Invisible Madame Orwell (Éditions Héloïse d'Ormesson), Traduit de l'anglais (Australie) par Carine Chichereau